# Ryōunshū
Ryōunshū (凌雲集) est la première anthologie de poésie kanshi commandée par l'empereur. Elle a été compilée par Ono no Minemori, Sugawara no Kiyotomo et d'autres sous la direction de l'empereur Saga. Le texte a été terminé en 814.

## Titre
Le titre Ryōunshū fait allusion à une poésie tellement sublime qu'elle s'élance plus haut que les nuages. La préface donne également le titre de Ryōun shinshū (凌雲新集), la décrivant comme une « nouvelle collection ».

## Contenu
Le texte s'ouvre sur une préface exposant le contexte des principes de rédaction relatifs au sujet. Le texte principal comprend 91 poèmes écrits par 24 auteurs et composés en style kanshi. Les poèmes sont classés par auteur.